# Мовахед, Абдулла
Абдулла Мовахед Ардабили (перс. عبدالله موحد اردبیلی‎); 10 марта 1940, Бабольшар, Мазендеран, Иран) — иранский борец вольного стиля, чемпион Олимпийских игр, пятикратный чемпион мира, двукратный чемпион Азиатских игр.

## Биография
Отец Мовахеда был учителем, который переехал из Ардебиль (в Иранском Азербайджане) в Баболсар во время правления Реза Шаха. Позже он изменил свое имя с Моджтаба Фазлизаде на Моджтаба Мовахед Ардабили
В детстве и юности занимался плаванием, парусным спортом и волейболом, но позднее переехал в Тегеран, где занялся борьбой в клубе Pygrft.
Стал членом национальной сборной в юном возрасте, благодаря своей феноменальной технике и координированности.
В 1963 году выступил на чемпионате мира и остался лишь шестым.
На Летних Олимпийских играх 1964 года в Токио боролся в категории до 70 килограммов (лёгкий вес). Выбывание из турнира проходило по мере накопления штрафных баллов. За чистую победу штрафные баллы не начислялись, за победу по очками при любом соотношении голосов начислялся 1 штрафной балл, любое поражение по очкам каралось 3 штрафными баллами, чистое поражение — 4 штрафными баллами. В схватке могла быть зафиксирована ничья, тогда каждому из борцов начислялись 2 штрафных балла. Если борец набирал 6 или более штрафных баллов, он выбывал из турнира. Титул оспаривали 22 человека. К финальным схваткам для конкурента Еню Вылчева было достаточно свести встречу вничью, но та же ничья, учитывая результаты других схваток, оставляла Абдуллу Мохаведа за чертой призёров, что и произошла, и иранский борец остался лишь пятым.
| Круг | Соперник        | Страна           | Результат | Основание                  | Время схватки |
| ---- | --------------- | ---------------- | --------- | -------------------------- | ------------- |
| 1    | Кенни Стефенсон | Великобритания   | Победа    | По очкам (1 штрафной балл) |               |
| 2    | Сидней Марш     | Австралия        | Победа    | По очкам (1 штрафной балл) |               |
| 3    | Чон Дон Гу      | Республика Корея | Победа    | По очкам (1 штрафной балл) |               |
| 4    | Ивао Хориути    | Япония           | Ничья     | (2 штрафных балла)         |               |
| 5    | Еню Вылчев      | Болгария         | Ничья     | (2 штрафных балла)         |               |

В 1965 году на чемпионатах мира по вольной борьбе в лёгком весе началась эра побед Абдуллы Мохаведа: он был непобедим и пять раз подряд завоёвывал звание чемпиона мира.
На Летних Олимпийских играх 1968 года в Мехико приехал явным фаворитом, боролся в категории до 70 килограммов (лёгкий вес). Выбывание из турнира проходило по мере накопления штрафных баллов. За чистую победу штрафные баллы не начислялись, за победу за явным преимуществом начислялось 0,5 штрафных балла, за победу по очкам 1 штрафной балл, за ничью 2 или 2,5 штрафных балла, за поражение по очкам 3 балла, поражение за явным преимуществом 3,5 балла, чистое поражение — 4 балла. Если борец набирал 6 или более штрафных баллов, он выбывал из турнира.
Титул оспаривали 26 спортсменов. Абдулла Мохавед не оставил никаких шансов соперникам, первые четыре схватки выиграв за явным преимуществом. Почти так же хорошо продвигался по турнирной таблице чемпион прошлой олимпиады Еню Вылчев и в очной финальной встрече иранский спортсмен оказался сильнее, выиграв её с перевесом в два балла и став чемпионом Олимпиады.
| Круг  | Соперник                  | Страна                                       | Результат | Основание                                   | Время схватки |
| ----- | ------------------------- | -------------------------------------------- | --------- | ------------------------------------------- | ------------- |
| 1     | Горд Гарви                | Канада                                       | Победа    | За явным преимуществом (0,5 штрафных балла) |               |
| 2     | Карлос Альберто Варио     | Аргентина                                    | Победа    | За явным преимуществом (0,5 штрафных балла) |               |
| 3     | Гю Маршан                 | Франция                                      | Победа    | За явным преимуществом (0,5 штрафных балла) |               |
| 4     | Клаус Рост                | Федеративная Республика Германии (1949—1990) | Победа    | За явным преимуществом (0,5 штрафных балла) |               |
| 5     | Удей Чанд                 | Индия                                        | Победа    | По очкам (1 штрафной балл)                  |               |
| 6     | Данзандаржаагийн Сэрээтэр | Монголия                                     | Победа    | По очкам (1 штрафной балл)                  |               |
| Финал | Еню Вылчев                | Болгария                                     | Победа    | По очкам (1 штрафной балл)                  |               |

В 1971 году гегемония Абдуллы Мохаведа на чемпионатах мира была нарушена, он остался лишь четвёртым.
На Летних Олимпийских играх 1972 года в Мюнхене, боролся в категории до 68 килограммов (лёгкий вес). Регламент турнира остался прежним.
Титул оспаривали 25 спортсменов. Абдулла Мохавед в первой же схватке получил травму плеча и снялся с соревнований.
| Круг | Соперник       | Страна | Результат | Основание                     | Время схватки |
| ---- | -------------- | ------ | --------- | ----------------------------- | ------------- |
| 1    | Сегундо Олмедо | Панама | Победа    | По очкам (0,5 штрафных балла) |               |

После травмы врачи запретили Абдулле Мохаведу любые занятия спортом. В 1979 году уехал в США для лечения, и после революции в Иране остался там навсегда. Продолжил в Соединённых Штатах образование и получил степень доктора педагогических наук. Отказался тренировать американских борцов, мотивируя это тем, что не хочет, чтобы его знания помогли американцам выигрывать у иранцев на соревнованиях.
Член международного Зала славы борьбы FILA.